# Francesco Molinari-Pradelli

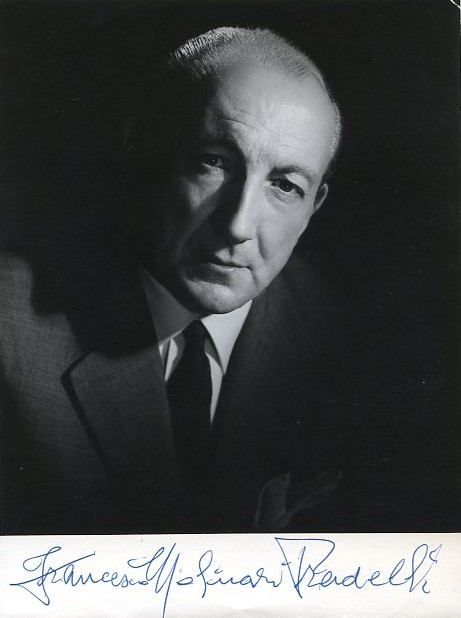
Francesco Molinari-Pradelli

Francesco Molinari-Pradelli (Bologna, 4 juli 1911 – aldaar 8 augustus 1996) was een Italiaanse dirigent, gehouden voor een van de beste van zijn tijd in de traditie van de Italiaanse opera van de negentiende eeuw.

## Biografie
Molinari-Pradelli studeerde in Bologne en in Rome, en debuteerde als operadirigent in Bologne in 1937, in L'elisir d'amore. Hij dirigeerde vervolgens in heel Italië.
Na de Tweede Wereldoorlog brak hij echt door met zijn debuut aan het Teatro alla Scala in Milaan in 1946. Vervolgens werd hij permanent dirigent in Verona in 1950. Hij onderscheidde zich in Busseto in 1951, tijdens de herdenking van de vijftigste sterfdag van Giuseppe Verdi.
Hij begon vervolgens een internationale carrière, waarin hij optrad op alle grote operatonelen, onder meer in Wenen, Boedapest, Parijs, Londen, New York en San Francisco.
Hoewel hij voornamelijk wordt geassocieerd met het Italiaanse répertoire dirigeerde hij ook werken van Wolfgang Amadeus Mozart en Richard Wagner. Hij heeft talloze opnamen nagelaten.

## Geselecteerde opnamen
- Giuseppe Verdi: Simon Boccanegra - (Cetra, 1951)
- Friedrich von Flotow: Martha - (Cetra, 1953)
- Jules Massenet: Werther - (Cetra, 1953)
- Giuseppe Verdi: La traviata - (Decca, 1954)
- Giacomo Puccini: Manon Lescaut - (Decca, 1954)
- Gaetano Donizetti: L'elisir d'amore - (Decca, 1955)
- Giuseppe Verdi: La forza del destino - (Decca, 1955)
- Giacomo Puccini: Tosca - (Decca, 1959)
- Giacomo Puccini: Turandot - (EMI, 1965)
- Giacomo Puccini: La rondine - (RCA, 1966)

## Bron
- Roland Mancini & Jean-Jacques Rouveroux, Le guide de l'opéra, Fayard, 1986 ISBN 2-2130-1563-5